# Lord Of The Dance (Daizy single)
"Lord Of The Dance" er en single fra 1974 med den aarhusianske rockgruppe Daizy, nogle gange stavet Daisy.
"Lord Of The Dance" er en hymne skrevet af den engelske sangskriver Sydney Carter i 1963. Han lånte melodien fra den amerikanske kvækersang "Simple Gifts", der blev komponeret af Joseph Brackett i 1848. Hymnen er ofte blevet fremført i engelsktalende menigheder og forsamlinger. Den er gennem årene blevet indspillet af kunstnere som f.eks. Donovan og The Dubliners. "Lord Of The Dance" er ofte fejlagtigt blevet opfattet som en traditionel keltisk melodi.
Daizys version er en poprock udgave med guitarist Frank 'Okla' Lorentzen i den vokale front. Singlen blev indspillet i Country Palles Quali Sound studie i Sønderholm ved Nibe. B-siden "Money Man Monster" - sunget og skrevet af Lars Muhl - er en rocksang, der trækker tråde tilbage til den tidlige rock 'n' roll. 

## Trackliste
1. "Lord Of The Dance" (Sydney Carter) oprindeligt krediteret (Trad. - Okla)  – 3:56
2. "Money Man Monster" (Lars Muhl) oprindeligt krediteret (Trad. - Muhl) – 3:00

## Medvirkende
- Frank 'Okla' Lorentzen: Guitar, vokal på "Lord Of The Dance"
- Lars Muhl: Keyboards, vokal på "Money Man Monster"
- Flemming Walsøe Therkelsen: Bas
- Eigil Madsen: Trommer

Gæstemusikere
- Finn Odderskov: Saxofon på "Money Man Monster"